# Шведска на Светском првенству у атлетици у дворани 2012.
Шведска је на Светском првенству у атлетици у дворани 2012. одржаном у Истанбулу од 9. до 11. марта учествовала четрнаести пут, односно, учествовала је на свим првенствима до данас. Репрезентацију Шведске представљала су четири такмичара (1 мушкарац и 3 жене), који су се такмичили у три дисциплине.
На овом првенству Шведска је по броју освојених медаља делила 19. место са једном освојеном медаљом (сребро). У табели успешности према броју и пласману такмичара који су учествовали у финалним такмичењима (првих 8 такмичара) Шведска је са једном учесницом у финалу делила 29. место са 7 бодова. Поред тога оборен је један национални рекорд и остварена су два рекорда сезоне.
| Плас. | Земља   | 1. место | 2. место | 3. место | 4. место | 5. место | 6. место | 7. место | 8. место | Бр. финал. | Бод. |
| ----- | ------- | -------- | -------- | -------- | -------- | -------- | -------- | -------- | -------- | ---------- | ---- |
| =29.  | Шведска | 0        | 1        | 0        | 0        | 0        | 0        | 0        | 0        | 1          | 7    |

## Учесници
| Мушкарци: - Михел Торнеус — Скок удаљ | Жене: - Моа Јелмер — 400 м - Еба Јунгмарк — Скок увис - Ема Грен Трегаро — Скок увис |  |

## Освајачи медаља

### Сребро
- Еба Јунгмарк — Скок увис

## Резултати

### Мушкарци
| Атлетичар     | Дисциплина | Лични рекорд | Квалификације | Квалификације | Финале   | Финале | Детаљи |
| Атлетичар     | Дисциплина | Лични рекорд | Резултат      | Место         | Резултат | Место  | Детаљи |
| ------------- | ---------- | ------------ | ------------- | ------------- | -------- | ------ | ------ |
| Михел Торнеус | Скок удаљ  |              | 7,85          | 9             | 20,30    | 9 / 15 |        |

### Жене
| Атлетичарка      | Дисциплина   | Лични рекорд | Квалификација | Квалификација | Полуфинале            | Полуфинале  | Финале                | Финале      | Детаљи |
| Атлетичарка      | Дисциплина   | Лични рекорд | Резултат      | Место         | Резултат              | Место       | Резултат              | Место       | Детаљи |
| ---------------- | ------------ | ------------ | ------------- | ------------- | --------------------- | ----------- | --------------------- | ----------- | ------ |
| Моа Јелмер       | 60 м препоне |              | 54,01 КВ      | 2. у гр. 5    | 52,29 НР              | 4. у гр. 1  | Није се квалификовала | 7 / 30 (32) |        |
| Еба Јунгмарк     | Скок увис    | 1,96         | 1,95 КВ, =ЛРС | 5             |                       |             | 1,95 =ЛРС             |             |        |
| Ема Грен Трегаро | Скок увис    | 1,98         | 1,92          | 9             | Није се квалификовала | 9 / 18 (21) |                       |             |        |